# Silver Lake (Carolina del Nord)
Silver Lake és una concentració de població designada pel cens dels Estats Units a l'estat de Carolina del Nord. Segons el cens del 2007 tenia 6.853 habitants.

## Demografia
Segons el cens del 2000, Silver Lake tenia 5.788 habitants, 2.280 habitatges i 1.566 famílies. La densitat de població era de 340,7 habitants per km².
Dels 2.280 habitatges en un 33,9% hi vivien nens de menys de 18 anys, en un 54,2% hi vivien parelles casades, en un 10,9% dones solteres, i en un 31,3% no eren unitats familiars. En el 21,7% dels habitatges hi vivien persones soles el 3,6% de les quals corresponia a persones de 65 anys o més que vivien soles. El nombre mitjà de persones vivint en cada habitatge era de 2,51 i el nombre mitjà de persones que vivien en cada família era de 2,97.
Per edats la població es repartia de la següent manera: un 25,2% tenia menys de 18 anys, un 9,5% entre 18 i 24, un 35,1% entre 25 i 44, un 22,5% de 45 a 60 i un 7,7% 65 anys o més.
L'edat mediana era de 33 anys. Per cada 100 dones de 18 o més anys hi havia 89,7 homes.
La renda mediana per habitatge era de 41.732 $ i la renda mediana per família de 49.434 $. Els homes tenien una renda mediana de 36.631 $ mentre que les dones 22.444 $. La renda per capita de la població era de 19.609 $. Entorn del 4,5% de les famílies i el 9,1% de la població estaven per davall del llindar de pobresa.

## Poblacions més properes
El següent diagrama mostra les poblacions més properes.